# فوكه وولف
فوكه وولف (بالألمانية: Focke-Wulf) هو مصنع ألماني للطائرات المدنية والعسكرية تأسس في 1923. خلال الحرب العالمية الثانية انتج المصنع العديد من الطائرات المقاتلة الناجحة أهمها من فوك وولف فو 190.